# Gordon Thomas
Gordon Thomas (n. 18 august 1921, Shipley⁠(d), Anglia, Regatul Unit al Marii Britanii și Irlandei – d. 10 aprilie 2013, Peterborough, Anglia, Regatul Unit) a fost un ciclist britanic, medaliat olimpic. A participat la o ediție a Jocurilor Olimpice (1948) în care a câștigat o medalie de argint.

## Participări
Lista de mai jos prezintă principalele competiții la care a participat Gordon Thomas de-a lungul carierei.
- cycling at the 1948 Summer Olympics – men's team road race[*]